# Jamie Campbell-Walter
Jamie Campbell-Walter (ur. 16 grudnia 1972 roku w Oban) – brytyjski kierowca wyścigowy.

## Kariera
Campbell-Walter rozpoczął karierę w międzynarodowych wyścigach samochodowych w 1994 roku od startów w edycji zimowej Formuły Vauxhall Lotus. Zdobył tam tytuł wicemistrza serii. W późniejszych latach Brytyjczyk pojawiał się także w stawce Formuły Vauxhall Junior, Formuły Vauxhall, FIA GT Championship, British GT Championship, 1000 km Suzuka, 1000 km Le Mans, American Le Mans Series, Le Mans Endurance Series, 24-godzinnego wyścigu Le Mans, Le Mans Series, FIA GT1 World Championship, V8 Supercars, Blancpain Endurance Series oraz FIA World Endurance Championship.

## Wyniki w 24h Le Mans
| Rok  | Zespół                    | Partnerzy                      | Samochód                 | Klasa    | Okr. | Poz. | Klasa Pos. |
| ---- | ------------------------- | ------------------------------ | ------------------------ | -------- | ---- | ---- | ---------- |
| 2005 | Creation Autosportif Ltd. | Nicolas Minassian Andy Wallace | DBA 03S-Judd             | LMP1     | 322  | 14   | 7          |
| 2006 | Creation Autosportif Ltd. | Felipe Ortiz Giuseppe Gabbiani | Creation CA06/H-Judd     | LMP1     | 240  | NU   | NU         |
| 2007 | Creation Autosportif Ltd. | Shinji Nakano Felipe Ortiz     | Creation CA07-Judd       | LMP1     | 55   | NU   | NU         |
| 2009 | Creation Autosportif      | Vanina Ickx Romain Ianetta     | Creation CA07-Judd       | LMP1     | 319  | 24   | 15         |
| 2013 | Aston Martin Racing       | Roald Goethe Stuart Hall       | Aston Martin Vantage GTE | LMGTE Am | 301  | 30   | 6          |